# Cassignas
Cassignas település Franciaországban, Lot-et-Garonne megyében. Lakosainak száma 128 fő (2022. január 1.). Cassignas Cauzac, Frespech, Hautefage-la-Tour, Laroque-Timbaut és Monbalen községekkel határos.

## Népesség
A település népességének változása:
| Lakosok száma | 138  | 112  | 120  | 147  | 118  | 123  | 125  | 129  | 131  | 128  |
|               | 1968 | 1982 | 1990 | 2006 | 2013 | 2015 | 2017 | 2019 | 2020 | 2022 |